# Le Voyou
Le Voyou is een Franse misdaadfilm uit 1970 onder regie van Claude Lelouch. De film werd destijds in Nederland uitgebracht onder de titel De ontvoering.

## Verhaal
Een crimineel heeft een ontvoering tot een goed einde gebracht. Vervolgens wordt hij verraden door een van zijn handlangers. Na vijf jaar kan hij uit de gevangenis ontsnappen.

## Rolverdeling
| Acteur                  | Personage           |
| ----------------------- | ------------------- |
| Jean-Louis Trintignant  | Simon Duroc         |
| Danièle Delorme         | Janine              |
| Charles Gérard          | Charlot             |
| Christine Lelouch       | Martine             |
| Yves Robert             | Commissaris         |
| Judith Magre            | Mevrouw Gallois     |
| Aldo Maccione           | Aldo Ferrari        |
| Paul Le Person          | Vervalser           |
| Amidou                  | Bill                |
| Gérard Sire             | Burgemeester        |
| Jacques Doniol-Valcroze | Bankier             |
| Gabriella Giorgelli     | Italiaanse vrouw    |
| Luciano Pigozzi         | Gevangenisdirecteur |
| Mimmo Palmara           |                     |
| Pierre Zimmer           | Man van Martine     |